# Xã Menlo, Quận Thomas, Kansas
Xã Menlo (tiếng Anh: Menlo Township) là một xã thuộc quận Thomas, tiểu bang Kansas, Hoa Kỳ. Năm 2010, dân số của xã này là 95 người.